# トランスフォーマー ビーストウォーズメタルス64
『トランスフォーマー ビーストウォーズメタルス64』は、1999年10月1日にタカラから発売された、NINTENDO 64用3D対戦格闘ゲームソフト。

## 概要
『ビーストウォーズメタルス』のキャラクターたちが3つの形態を駆使して戦う3D格闘アクション。登場キャラクターはメタルス化したキャラのみであり、玩具のみのメタルステラザウラー、メタルスワスピーター、メタルスエアラザー。また、本作品のオリジナルキャラ・メガトロンXが登場する。
日本版のナビゲーターは田上香織が担当している。
アメリカ合衆国でも2000年にBAM!エンターテイメントから『Transformers: Beast Wars Transmetals』のタイトルで発売（ゲームレンタル専用）。日本版とは一部仕様が変更され、日本版には登場しなかったキャラクターが登場する。

## 基本操作とシステム
3Dスティックと変身（AボタンorBボタン）・攻撃（Cボタンユニット右・上・左）・ガード（Cボタンユニット下）・ジャンプ（Zボタン）で構成されている。攻撃は相手との距離により格闘・射撃に切り替わる。
体力ゲージの下にエネルゴンガードゲージ存在し、ロボットモードの状態でいると減少、ビーストモードで増加。ビークルモードでは増減なし。
変身
ロボットモード⇔ビークルモード⇔ビーストモードに変身。変身中は無敵である。
メタルスアタック
Rボタンを押すと発動。自分の周囲にバリアを張るが、体力を使用する。

### 各形態

#### ロボットモード
主に射撃に適した攻撃形態。ボタンを押し続けることにより3段階までチャージ可能。
- Cボタンユニット右：自動照準攻撃。移動しながら攻撃できる。
- Cボタンユニット上：ミサイルやボムによる攻撃。ビークルモード相手ではホーミング機能を持つ。
- Cボタンユニット左：立ち止まっての射撃。チャージ3まで押し続けてボタンを離すと「MAXチャージ弾」が発射できる。デモシーンとなり、ガード不可。

#### ビークルモード
高速形態。
- Cボタンユニット右：ダッシュ
- Cボタンユニット上：ホーミングミサイル攻撃
- Cボタンユニット左：ビーム攻撃

#### ビーストモード
主に格闘に適した攻撃形態。キャラクターごとの特殊攻撃になる。

## ゲーム内容
メタルスモード
好きなキャラクターを1人選び、勝ち進んでいくモード。
バトルモード
対戦モード。
- ひとりでたいせん
- ふたりでたいせん

チームバトルモード
キャラクターを4人選んで闘うモード。
おまけ
ゲームの進行度により解放される。
ミニゲーム
ミニゲームで遊べる。
ずかんモード
キャラクターの3Dモデルを閲覧できる。
キッズモード
ディフォルメキャラ（音声も異なる）で闘えるモード。
オプション
ゲームの難易度の設定。BGM・SEを聞くことが出来る。

## 登場キャラクター
声優は日本版、北米版の順。

### サイバトロン / Maximals
総司令官メタルスコンボイ / Transmetal Optimus Primal
声 - 子安武人 / ゲイリー・チョーク
密林巡査員メタルスチータス / Transmetal Cheetor
声 - 高木渉 / イアン・ジェームズ・コーレット
諜報員メタルスラットル / Transmetal Rattrap
声 - 山口勝平 / スコット・マクニール
特殊戦闘員メタルスエアラザー / Transmetal Airazor
声 - 岩永哲哉 / ジャネット・レイン・グリーン

### デストロン / Predacons
破壊大帝メタルスメガトロン / Transmetal Megatron
声 - 千葉繁 / デビッド・ケイ
忍者兵メタルスタランス / Transmetal Tarantulas
声 - 長島雄一 / アレック・ウィロウズ
空中攻撃兵メタルスワスピーター / Transmetal Waspinator
声 - 加藤賢崇 / スコット・マクニール
空中戦闘員メタルステラザウラー / Transmetal Terrorsaur
声 - 飛田展男 / ダグ・パーカー

### 隠しキャラクター（北米版のみ）
極地偵察員タイガトロン / Tigatron
声 - マーティン・ローチ
サイバトロン側。チータスの色違いで、全身に白虎の姿をしている。
妨害工作員メタルスブラックウィドー / Transmetal 2 Blackarachnia
声 - ジャネット・レイン・グリーン
サイバトロン側。タランスの色違いで、スリムになっている。
諜報破壊兵メタルスジャガー / Ravage
声 - マーティン・ローチ
デストロン側。チータスの色違いで、旧デストロン（Decepticons）のマークが付いている。
旧航空参謀スタースクリーム / Starscream
声 - アレック・ウィロウズ
デストロン側。『ビーストウォーズ 超生命体トランスフォーマー』からのゲスト出演。ワスピーターの色違いで、無印でのワスピーターのような色をしている。

### ボスキャラクター
メガトロンX / Megatron X
声 - 千葉繁 / デビッド・ケイ
銀色のメガトロンに羽が生えたような姿をしている。
ステージ7までにノーコンティニューで登場するが、敗北した場合でもゲームクリアとなる。

## ステージ
メタルスモードでサブタイトルが表示されるが特にストーリーはない。
- ステージ1 新生!メタルス戦士
- ステージ2 荒野の決闘
- ステージ3 空中大決戦
- ステージ4 エネルゴンの島
- ステージ5 闇の巨大地下洞窟
- ステージ6 防衛線を突破せよ!
- ステージ7 最終決戦!謎の古代遺跡
- ステージ8（隠しステージ） メガトロンX登場!!

## ミニゲーム
エスケープ100
ビークルモードに変身して、迫り来る爆発から脱出する。Aボタン・Bボタン・Cボタンユニットを交互に連打する。
エスケープ200
エスケープ200の長距離版。
サンセットショット
1対1の早撃ち勝負。背景は夕焼け。「Fire!」の文字が表示された後、先にZトリガーボタンを押したほうが勝利。
サンライズショット
1対1の早撃ち勝負。背景は朝焼け。先に3Dスティックを倒してから、「Fire!」の文字が表示された後、Zトリガーボタンを押したほうが勝利。
ゲット・ザ・ディスク
空中から落ちてくるディスクを時間内により多く集める。金のディスクが1枚5点、銀のディスクが1枚1点。

## 評価
ゲーム誌『ファミ通』の「クロスレビュー」では、6・6・5・6の合計23点（満40点）を獲得。レビュアーの意見としては「コレクターグッズ的」、「ストーリー性が薄く、飽きるのは早い」、「ゲーム性の薄っぺらさがどうしてもぬぐえない」、「単なるキャラものとしてはいいんだろうけど、対戦ゲーとして見てはだめかも」などと評されている。

## 関連作品
- 決闘トランスフォーマー ビーストウォーズ ビースト戦士最強決定戦 - 本作品を64GBパックに挿入することによりタイトル画面の台詞が変化、キャラクターの性能が上昇し、メガトロンXが使用可能になる特典がある。
- 全てのゲームボーイ作品 - あらゆるカートリッジが、64GBパックに挿入することでステータスを変更できる。